# 维兰茨海姆
维兰茨海姆是德国巴伐利亚州的一个市镇。总面积25.13平方公里，总人口1575人，其中男性822人，女性753人（2011年12月31日），人口密度63人/平方公里。